# Nguyen Dinh Ngoc
Nguyen Dinh Ngoc (Hanoi, 13 agosto 1932 – 2 maggio 2006) è stato un militare e matematico vietnamita.
Nacque il 13 agosto 1932 in Hanoi, nella Contea di Yicheng, distretto di Phu Xuyen Phoenix Township. Nel 1953, si unì alle forze di intelligence e di pubblica sicurezza dell'esercito vietnamita e successivamente fu assegnato a Saigon. Nel 1955, avendo vinto una borsa di studio, si trasferì in Francia per perfezionare i suoi studi. Infatti frequentò l'Università di Parigi, ottenendo tre lauree in ingegneria: idrologia e meteorologia, costruzione navale, telecomunicazioni. Inoltre conseguì un PH.D. in geografia (Università di Sorbonne) e, nel 1963, sotto la direzione scientifica di Charles Ehresmann un PH.D. in matematica con una tesi dal titolo "Sur les espaces fibres et les prolongements" (On fiber bundles and prolongations).
Nel 1966, Ngoc fece ritorno in Vietnam dove gli fu assegnato il compito di gestire e sviluppare le telecomunicazioni pubbliche nel settore della sicurezza delle informazioni e della tecnologia.
Morì il 2 maggio 2006, presso l'ospedale 198 (Ministero della pubblica sicurezza) a causa del cancro.

## Opere
- N. D. Ngoc, Sur la suite exacte de cohomologie non abélienne, in C. R. Acad. Sci. Paris, vol. 250, 1960,  p. 3438.
- N. D. Ngoc, Cohomologie non abélienne et classes caractéristiques, in C. R. Acad. Sci. Paris, vol. 251, 1960,  p. 2453.
- N. D. Ngoc, Sur la généralisation de la notion de tenseur, in C. R. Acad. Sci. Paris, vol. 252, 1961,  p. 4100.